# Bill Kennedy
William "Bill" R. Kennedy, conocido también como Pickles Kennedy (Filadelfia, Pensilvania, 17 de mayo de 1938-West Palm Beach, Florida, 31 de agosto de 2006) fue un jugador de baloncesto estadounidense que jugó una temporada en la NBA. Con 1,80 metros de estatura, lo hacía en la posición de base.

## Trayectoria deportiva

### Universidad
Jugó durante tres temporadas con los Owls de la Universidad de Temple, en las que promedió 18,4 puntos y 4,6 rebotes por partido. En sus dos últimas temporadas fue elegido en el mejor quinteto de la Philadelphia Big 5, siendo además en su última temporada galardonado con el Trofeo Robert V. Geasey al mejor jugador de la conferencia no oficial, además de aparecer en el tercer mejor quinteto del All-America.
En 1958 alcanzó con los Owls la Final Four de la NCAA, formando pareja de bases en el quinteto titular junto con Guy Rodgers, cayendo en semifinales ante el que posteriormente sería campeón, los Kentucky Wildcats.

### Profesional
Fue elegido en la decimoquinta posición del Draft de la NBA de 1960 por Philadelphia Warriors, pero solo llegó a disputar 7 partidos, en los que promedió 1,7 puntos y 1,3 asistencias.
Abandonó el baloncesto y se centró en el fútbol americano, ya que había sido un destacado quarterback en su época de high school, llegando a estar varias temporadas en los equipos inferiores de los Pittsburgh Pirates de la NFL.

## Estadísticas de su carrera en la NBA

### Temporada regular
| Año     | Equipo       | PJ | MPP | %TC  | %TL  | RPP | APP | PPP |
| ------- | ------------ | -- | --- | ---- | ---- | --- | --- | --- |
| 1960–61 | Philadelphia | 7  | 7.4 | .190 | .667 | 1.1 | 1.3 | 1.7 |
| Total   | Total        | 7  | 7.4 | .190 | .667 | 1.1 | 1.3 | 1.7 |

## Fallecimiento
Kennedy falleció el 31 de agosto de 2006 víctima de un accidente automovilístico en West Palm Beach, Florida. Tenía 68 años y acabada de celebrar los 40 años de casados con su esposa Carol.